# Renova oscari
Renova oscari ist die einzige Art der Gattung Renova. Es ist eine Saisonfischart aus der Familie Rivulidae und gehört zur Gruppe der Eierlegenden Zahnkarpfen. Sie bewohnt temporäre Gewässer im oberen Orinoco-Becken.

## Merkmale
Renova oscari unterscheidet sich von Moema durch weniger Wirbel (31–33 vs. 36–37) und durch Zähne auf dem zweiten Pharyngiobranchial, von Trigonectes durch nicht parallel verlaufende dorsale und ventrale Flächen des Dentars sowie durch das Fehlen von Zähnen im Pharyngeal und von Neofundulus durch die nur schwach ausgeprägten hellen Streifen entlang der Analflossenbasis bei den Männchen.